# Yuan Tan
Yuan Tan (chinesisch 袁譚 / 袁谭, Pinyin Yuán Tán, W.-G. Yuan T'an), Großjährigkeitsname Xiansi (顯思, * 173; † 205) war der älteste Sohn des chinesischen Warlords Yuan Shao und diente ihm während der späten Han-Dynastie als Kommandant. Nach seines Vaters Tod überwarf sich Yuan Tan mit seinem jüngsten Bruder Yuan Shang im Streit über die Nachfolge. Mithilfe des mächtigen Warlords Cao Cao besiegte er seinen Bruder, fiel jedoch bald selbst Cao Cao zum Opfer.

## Leben
Yuan Tan erwarb sich in der Schlacht von Guandu (200) einen Namen, obwohl sie für seinen Vater vernichtend endete. Yuan Shao zog sich in sein Hauptquartier in Ye zurück, erkrankte jedoch bald und starb (202), ohne seinen Nachfolger bestimmt zu haben. Wiewohl Yuan Tan der Erstgeborene war, genoss Yuan Shaos jüngster Sohn Yuan Shang am meisten die Gunst des Vaters.
Viele Beamten wollten Yuan Tan den Gebräuchen gemäß zum Nachfolger bestimmen, aber die einflussreichen Ratgeber Shen Pei und Feng Ji förderten Yuan Shang und zwangen ihn, Yuan Shaos Erbe anzutreten. Als Yuan Tan von seinem Stützpunkt in die Hauptstadt zog, konnte er an der Situation nichts mehr ändern. Er nahm jedoch seines Vaters Titel General der Wagenlenker und Kavallerie (車騎將軍) an.
Im Herbst desselben Jahres startete Cao Cao einen Feldzug gegen die Yuan-Familie. Yuan Tan stationierte seine Truppen in Liyang (nordöstlich vom heutigen Bezirk Xunxian, Henan), aber seine Bitte um mehr Männer wurde von seinem Bruder abgelehnt. Yuan Shang fürchtete, dass sein Bruder die militärische Obermacht gewinnen wollte. Er ernannte deswegen Shen Pei zu seinem Statthalter in Ye und führte persönlich die Streitmacht nach Liyang. Nach einem halben Jahr des Ringens gaben die Yuan-Brüder die Stadt auf und zogen sich nach Ye zurück.
Cao Cao suchte nun nach einer Strategie, um die Yuan-Brüder zu schwächen, bevor er in das Herz ihres Reiches vorstoßen konnte, aber sie hatten außer ihm keine äußeren Feinde. Sein Ratgeber Guo Jia schlug vor, die Yuan-Brüder gegeneinander aufzuhetzen und ihre Herrschaft von innen heraus zu zerstören. Cao Cao nahm diesen Rat an und zog seine Truppen zurück, um Liu Biao in Jingzhou (荊州, heutiges Hubei und Henan) anzugreifen. In der Zwischenzeit begannen Yuan Shang und Yuan Tan tatsächlich damit, sich gegenseitig zu bekriegen. Nach anfänglichen Niederlagen zog Yuan Tan sich nach Pingyuan (平原, im heutigen Bezirk Pingyuan, Shandong) zurück und schickte einen Boten zu Cao Cao, mit dem er sich zu verbünden suchte. Cao Cao gewährte ihm das Bündnis und vermählte sogar eine seiner Töchter mit Yuan Tan, um die Allianz zu besiegeln.
Yuan Shang führte seine Streitmacht bald wieder gegen Yuan Tan. Als er jedoch hörte, dass Cao Cao die Stadt Ye belagerte, musste er den Rückzug antreten. Sein Versuch, seine Truppen mit der Besatzung der Stadt zu vereinen, wurde vereitelt. Yuan Shang wurde besiegt und floh weit nach Norden, ins Gebiet der Wuhuan-Stämme. In der Zwischenzeit hatte Yuan Tan das Bündnis verletzt, indem er die Kommandanturen Ganling (甘陵, heutiger Bezirk Qinghe, Hebei), Anping (安平), Bohai (勃海, in der Nachbarschaft des heutigen Cangzhou, Hebei) und Hejian (河間) erobert und seinem Reich hinzugefügt hatte. Er übernahm auch einen Teil der Truppen seines geschlagenen Bruders. Cao Cao wandte seine Truppen gegen Yuan Tan, der sich nach Nanpi (南皮) zurückzog. Im Jahre 205 wurde er endgültig besiegt und von Cao Cao hingerichtet.

## Yuan Tan in derGeschichte der Drei Reiche
In der historischen Novelle Die Geschichte der Drei Reiche von Luo Guanzhong wird Yuan Tans Ende etwas ausführlicher dargestellt. Im Kapitel 33 sendet er Xin Ping (辛評) als Boten zu Cao Cao, während er in Nanpi belagert wird. Xin Ping soll die Übergabe verhandeln, scheitert aber und wird bei seiner Rückkehr von Yuan Tan des Verrats beschuldigt, da sein Bruder Xin Pi (辛毗) in Cao Caos Lager dient. Xin Ping geriet über diese Anschuldigung so in Wut, dass er bald darauf starb, was Yuan Tan sehr reute.
In der Nacht ließ Yuan Tan seine waffenfähigen Verwandten rasch ausrüsten und zog am nächsten Morgen mit ihnen in der ersten Schlachtreihe gegen Cao Cao. Er fiel in der Schlacht im Kampf gegen Cao Hong.
| Personendaten    | Personendaten                               |
| ---------------- | ------------------------------------------- |
| NAME             | Yuan Tan                                    |
| ALTERNATIVNAMEN  | Xiansi                                      |
| KURZBESCHREIBUNG | Sohn des chinesischen Kriegsherrn Yuan Shao |
| GEBURTSDATUM     | 173                                         |
| STERBEDATUM      | 205                                         |